# 羅格利斯維爾

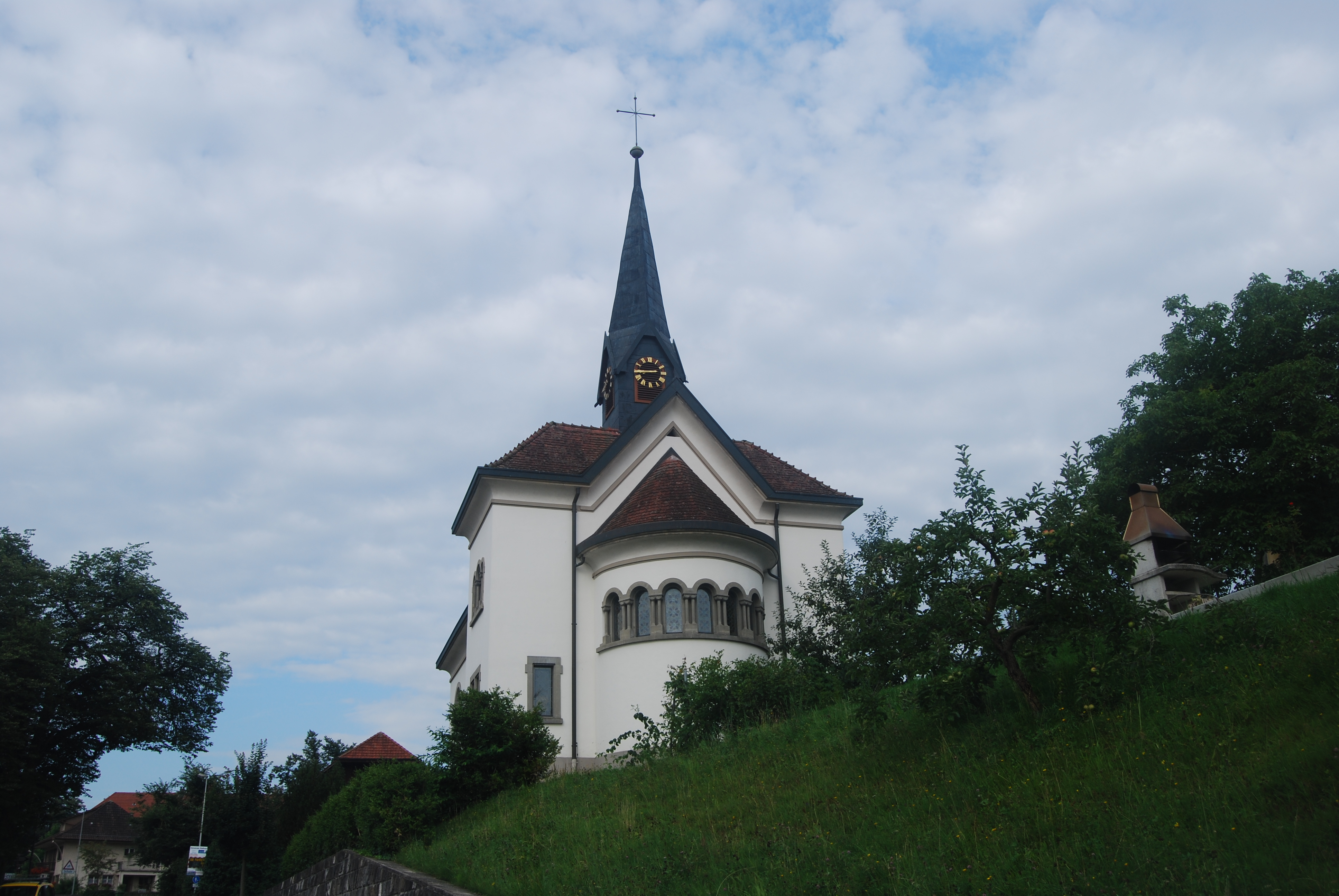

羅格利斯維爾是瑞士的城鎮，位於該國中部，由琉森州負責管轄，面積6.21平方公里，六成半土地是農業用地，海拔高度560米，2011年人口617，人口密度每平方公里99人。

## 外部連結
- Village website Archive.today的存檔，存档日期2012-12-09